# Anti (Love Shop-album)
 For alternative betydninger, se Anti. (Se også artikler, som begynder med Anti)
Anti er det sjette studiealbum fra den danske pop/rock-gruppe Love Shop, der udkom den 10. september 2001 på MNW, som den første udgivelse på den danske afdeling af det svenske pladeselskab Music NetWork. Albummets titel refererer ifølge forsanger Jens Unmack til "et anti til alt det negative, der præger, den tid, vi lever i. Jeg har svært ved at forstå meget af det, man stiller op på en piedestal i dag. [...] På det nye album stiller jeg bare spørgsmålstegn ved nogle af de ting, der er blevet for meget. Sagen er, at jeg har svært ved at finde mig selv i den mentalitet, der er fremherskende. Jeg tror, at mange kan genkende problemet. Vi er forvirrede simpelthen." Første single fra albummet, "Kræmmersjæl" er en kommentar til samtiden: "Alting er jo til salg, hvis bare prisen er høj nok, og det er jo det, som er så forbistret, og derfor alle bliver fanget."
Anti blev nomineret til fire kategorier til Danish Music Awards 2002 for Årets danske album, Årets danske gruppe, Årets danske sanger (Jens Unmack), og Årets danske rockudgivelse. Albummet havde i april 2002 solgt 7.500 eksemplarer.

## Spor
Alt tekst skrevet af Jens Unmack, alt musik komponeret af Hilmer Hassig og Jens Unmack.
| #  | Titel                       | Længde |
| -- | --------------------------- | ------ |
| 1. | "Alle har en drøm at befri" | 6:09   |
| 2. | "Kræmmersjæl"               | 4:10   |
| 3. | "Yugo Star"                 | 5:09   |
| 4. | "Mascara"                   | 4:45   |
| 5. | "S.T.O.P."                  | 4:00   |
| 6. | "På kontorerne"             | 3:15   |
| 7. | "Det tog mig et år"         | 3:39   |
| 8. | "Lysende London"            | 4:27   |
| 9. | "Du er kommet for at gå"    | 7:21   |

## Medvirkende
- Henrik Hall
- Hilmer Hassig – musik, producer, indspilning, mixer
- Jens Unmack – tekst, musik
- Mikkel Damgaard – keyboard, kor
- Thomas Duus – trommer, percussion
- Thomas Risell – bas
- Finn Vervohlt – guitar, percussion, teknisk og musikalsk assistance
- Morten Woods – kor
- Jimmy Jørgensen – kor
- Paul Thrane – kor
- Flemming Muus korassistance (spor 5)
- Tom Andersen – teknik
- Lene Reidel – mastering

## Hitlister
| Hitliste (2001) | Højeste placering |
| --------------- | ----------------- |
| Danmark         | 8                 |

## Reflist
1. 1 2  Queitsch, Henrik (2. september 2001). "Fuck din kræmmersjæl". Ekstra Bladet.
2. ↑  "Pladeselskab: Love Shop til ny aktør". Jyllands-Posten. 28. december 2000.
3. ↑  Enggaard, Michael (11. september 2001). "Interview: Sjælemigræne i kærlighedsbutikken". Jyllands-Posten.
4. ↑  Svarstad, Maggie (7. januar 2002). "Og de nominerede er...". BT.
5. ↑  Jensen, Erik (5. april 2002). "Talentfabrikken lukker". Politiken.
6. ↑  "danishcharts.com - Discography Love Shop". Hitlisten. Hung Medien. Arkiveret fra originalen 10. marts 2016. Hentet 19. oktober 2014.